# León (Sparta)
León (starořecky Λέων) byl král Sparty z královského rodu Agiovců. Vládl přibližně od roku 590 před Kr. do roku 560 před Kr.

## León králem Sparty
Rok nástupu krále Leóna na trůn stejně jako u jeho předchůdců není přesný. V historických pramenech je jeho jméno zmiňováno v seznamech králů Sparty s přibližnou délkou jeho panování a uvedením doby v níž žil. O jeho činech je známo jen to, že podle historika Herodota se svým spolukrálem Agasiklem bojovali proti Tegei.

## Válka s Tegeou
Po skončení druhé messénské války (kolem roku 628 před Kr.) se Sparta rozhodla podrobit si svého severního souseda Arkadii. Arkádie během messénské války podporovala Messénčany v boji o svobodu. Sparťané, aby do budoucna eliminovali možnost zasahování do jejich záležitostí, zaútočili na Tegeu, nejvýznamnější město Arkádie . Jejich soupeř se však ukázal být silným a nedokázali ho zdolat. Sparta byla v těchto bojích neúspěšná i za vlády krále Leóna, který se svým spolukrálem usiloval o dobytí Tegey. Podařilo se to až jeho nástupci Anaxandridovi, který v roce 554 před Kr. Tegeu porazil.